# Habrodesmus consocius
Habrodesmus consocius är en mångfotingart som beskrevs av Chamberlin 1955. Habrodesmus consocius ingår i släktet Habrodesmus och familjen orangeridubbelfotingar. Inga underarter finns listade i Catalogue of Life.